# Арно Роџер де Комингес
Арнау Роџер I де Паларс Собира (око 1236. - 1288.) је био гроф Паларс Собира из кадетске династије између 1256. (1267. према Енциклопедији Каталана) и 1288. Био је значајна личност Арагонске монархије.

## Биографија
Арнау је био син грофа Роџера II де Паларс Собира и његове жене Сибиле де Сага. Имао је млађег брата по имену Рамон Роџер. Краљ Ђауме I Освајач га је поставио за учитеља младе браће Ерменгола Кс д'Ургела и Алвара II д'Агера.
Арнау Роџер де Паларс је активно учествовао у племићким побунама против краљева Ђаумеа I Освајача и Переа III Великог 1275. и 1280. године. Први пут се оженио са Сансом де Виламур. 1281. оженио се по други пут источноримском принцезом Лукрецијом Ласкарис де Вентимиља, имали су три ћерке: Сибилу, грофицу од Паларс Собира; Беатрису, која је била жена Гилема IV д'Англесоле, и Виолант. Касније је постао један од највернијих сарадника монархије: учествовао је у походу на Тунис 1282, борио се у рату на Сицилији (1282-1289), а 1285. саветовао је краља Перeа III Великог у одбрани Емпорде. против Француза током крсташког рата против круне Арагона.
За време владавине краља Алфонса III, Арнау је деловао као посредник између краља и побуњених племића Арагонске уније када га је изненадила смрт у 52. години. Његова удовица, Лујрециа Ласкарис, морала је да се бори против грофова Коменге који су желели да присвоје округ јер није било барона који би га наследили. Коначно је успела да прогласи своју ћерку Сибилу I за грофицу од Паларса.